# Comeblack
Comeblack ist ein Coveralbum und Kompilation der deutschen Rockband Scorpions aus dem Jahr 2011, das neben eigenen auch bereits zuvor aufgenommene Coverversionen beinhaltet, die neu eingespielt wurden.

## Entstehung
Im März 2010 veröffentlichten die Scorpions ihr vermeintlich letztes Studioalbum Sting in the Tail und gaben ihre Auflösung nach Beendigung ihrer Get Your Sting and Blackout Worldtour bekannt. Aufgrund des weltweiten großen Erfolges ihrer letzten Platte und der Abschiedstournee beschloss die Band, anstatt ein normales Best-of-Album zu veröffentlichen, noch einmal ins Studio zu gehen und die beliebtesten Songs der Band sowie einige Coverversionen von Songs im modernen Gewand einzuspielen, die die Band in ihren Anfängen gespielt und beeinflusst haben. Produziert wurde das Album von Mikael Nord Andersson und Martin Hansen.

## Titelliste
- Rhythm of Love (R. Schenker, K. Meine) – 3:40
- No One Like You (R. Schenker, K. Meine) – 4:06
- The Zoo (R. Schenker, K. Meine) – 5:37
- Rock You Like a Hurricane (R. Schenker, K. Meine,H.Rarebell) – 4:15
- Blackout (R. Schenker, S. Kittelsen, K. Meine, H. Rarebell) – 3:48
- Wind of Change (K. Meine) – 5:08
- Still Loving You (R. Schenker, K. Meine) – 6:43
- Tainted Love (Ed Cobb) – 3:21
- Children of the Revolution (Marc Bolan) – 3:32
- Across the Universe (John Lennon, Paul McCartney) – 3:17
- Tin Soldier (Steve Marriott) – 3:13
- All Day and All of the Night (Ray Davies) – 3:15
- Ruby Tuesday (Mick Jagger, Keith Richards) – 3:54
- Still Loving You (Feat. Amandine Bourgeois) (Bonustrack auf Exclusive Edition) – 6:42
- Big City Nights (Bonustrack auf der Exclusive Edition von Saturn) – 3:52
- Shapes of Things (Paul Samwell-Smith, Keith Relf, Jim McCarty) (Bonustrack bei iTunes) – 3:21